# 東フィンランド方言
東フィンランド方言（ひがしふぃんらんどほうげん）は、主にサヴォ方言とカレリア語 (フィンランド南東部の方言) に属するフィンランド語の方言。

## 概要
フィンランド語のうち北カルヤラ語は、東フィンランド方言を表すとされるが、この2つの言語・方言の区別ははっきりしたものではない。北フィンランド方言などその他の方言については、東フィンランド方言または西フィンランド方言であるとみなされている。
フィンランド文学において最古かつ最も重要な作品の 1 つであるカレワラは、東フィンランド語によって記されており、東フィンランド語の特徴は、フィンランド語の標準化において広く見られるものであるとされる。
スカンジナビアおよびフィンランド 、スウェーデンの文化と言語からの影響は少ない。東フィンランド方言は、標準のフィンランド語に対し、母音と二重母音のシフト、口蓋化を用いる点において区別される。また、東フィンランド方言には、子音に先行する強調された音節の終わり部分において(例: kylmä – kylymä)、lやｈ、ｎの後に語中音挿入の母音が追加される特徴があるが、この特徴は東フィンランド方言に特有のものではなく、西フィンランド方言にも多く見られるものである。

## 細分類
- サヴォ方言 - サヴォ方言のなかでも大きな違いがあり、例えば北サヴォ方言と南サヴォ方言においては異なる人称代名詞が存在する。
- 南カルヤラ方言
- 国境カレリア方言 - タルトゥ条約以前にフィンランド領であった地域で話されているカレリア語の方言のなかには、国境カレリア方言と分類されることのあるものもある。